# Affaire Valérie Bacot
L'affaire Valérie Bacot, également connue comme l'affaire de la Clayette, est une affaire judiciaire française, qui fait suite à l'assassinat par balle de Daniel Polette par son épouse Valérie Bacot, après des années de violences sexuelles, physiques et psychologiques.
Valérie Bacot est désormais conférencière aux côtés de Fanny Larue, sa victimologue, et Florian Maïly, son porte parole.

## Description générale
Le 13 mars 2016, à la suite d'un viol subi lors d'une passe, Valérie Bacot tue son époux Daniel Polette d'une balle de revolver dans la nuque après avoir tenté de lui faire ingérer à son insu un somnifère plus tôt dans la journée,,. L'arme est un revolver style 22 Long Rifle avec laquelle son mari l'avait menacée à plusieurs reprises. Elle indique avoir eu peur que sa fille de 14 ans, Karline, ne subisse le même sort qu'elle,. Ses deux fils aînés, âgés de 16 et 17 ans, et Lucas Granet, le petit ami de sa fille, âgé de 16 ans, l'aident à enterrer le corps dans un bois,,. Valérie Bacot signale la disparition de son mari à la police. Le corps est retrouvé le 3 octobre 2017 à La Clayette, en Saône-et-Loire, grâce à une information donnée par la mère de Lucas à la police et sur les indications de Valérie Bacot.

## Biographie de Valérie Bacot
Valérie Bacot est née le 16 novembre 1980 à Roanne (Loire). Ses parents se séparent en 1992 et son père (Roger Bacot) déménage à Chauffailles avec son frère aîné (Christophe Bacot),. Sa mère (Joëlle Aubague), décrite comme alcoolique, autoritaire et violente, gérante d'un commerce dans le centre-ville de La Clayette, se met en couple avec Daniel Polette. Celui-ci emménage chez eux en décembre 1992 et commence à violer Valérie alors qu'elle a 12 ans,. Condamné en avril 1996 à quatre ans de prison pour agression sexuelle sur mineure de moins de 15 ans, il y reste deux ans et demi (période durant laquelle la mère de Valérie Bacot va le voir en amenant cette dernière,) et retourne ensuite au domicile familial, où les viols reprennent. À l'âge de 17 ans, Valérie Bacot tombe enceinte d'un de ces viols et sa mère la met à la porte. Ce descriptif de la situation est cependant contesté par sa mère qui dénie toute forme de viol et décrit lors du procès la relation entre Valérie Bacot et Daniel Polette comme étant amoureuse, assurant qu'elle ne l'avait jamais chassée.
Valérie Bacot s'installe alors avec Daniel Polette, son beau-père (à l'initiative de celui-ci), dans la commune voisine de Baudemont puis l’épouse dix ans plus tard. Ils ont quatre enfants et restent mariés dix-huit ans. Selon ses déclarations, son mari la force ensuite à se prostituer, dans un monospace aménagé. Valérie Bacot affirme que Daniel Polette l'aurait frappée à de nombreuses reprises, surveillée de manière presque constante, et visée à plusieurs reprises avec une arme non chargée appuyant sur la détente et brandissant la menace de charger l'arme la fois suivante. Il aurait aussi infligé de nombreux sévices à leurs enfants.
Les enfants du couple auraient tenté par deux fois d'alerter la gendarmerie sur la situation familiale, ce que les gendarmes démentent lors du procès.
Valérie Bacot a raconté son calvaire dans un livre intitulé Tout le monde savait qui a été publié en mai 2021 chez Fayard.
Elle porte plainte contre sa mère pour complicité de viol par omission.
Le 15 juillet 2021, une plainte pour diffamation est déposée par Joëlle Aubague, la mère de Valérie Bacot, contre sa fille. Elle lui reproche des passages contenus dans son livre, notamment ceux qui mentionnent des violences volontaires commises par la mère, son addiction à l'alcool et aux médicaments ainsi qu'un passage où Valérie accuse son frère aîné, Christophe Bacot, de l'avoir contrainte à lui pratiquer une fellation. Thomas Fourrey, l'avocat de la plaignante, qualifie le livre de « règlement de comptes profondément injuste » et regrette que le procès n'ait pas permis à la mère et à la fille de pouvoir s'expliquer.

## Procès
Valérie Bacot et ses enfants sont interpellés par les gendarmes le 2 octobre 2017, et elle est placée en garde à vue puis mise en examen pour assassinat tandis que ses deux fils sont mis en examen pour recel de cadavre et non-dénonciation de crime. Après un an de détention provisoire à la maison d'arrêt de Dijon, elle est libérée sous contrôle judiciaire le 3 octobre 2018.
Le 21 novembre 2019 a lieu à Mâcon le procès des trois enfants ayant aidé à dissimuler le corps de leur père et de leur beau-père. Le 19 décembre, le tribunal pour enfants suit les recommandations du parquet et les condamne à six mois de prison avec sursis pour recel de cadavre.
Le procès de Valérie Bacot débute le 21 juin 2021 devant la cour d'assises de Saône-et-Loire,,. Elle encourt la prison à perpétuité. Avant le procès elle déclare « mériter une peine ».

## Réactions
En 2020, un comité de soutien avec notamment la présence de Florian Maïly et Clemence De Blasi. Le comité lance une pétition qui compte plus de 75 000 signatures en janvier 2021 et plus de 540 000 en juin 2021,, afin de demander la liberté pour Valérie Bacot. La pétition enregistrera plus de 720 000 signatures. L'ancienne ministre Najat Vallaud-Belkacem soutient ce mouvement de sollicitation de grâce auprès du président de la République Emmanuel Macron.

## Comparaison avec l'affaire Jacqueline Sauvage
Reprenant la stratégie de défense de l'accusée, qui s'est entourée des avocates de Jacqueline Sauvage, plusieurs médias comparent cette nouvelle affaire à l'affaire Jacqueline Sauvage,,. Le procureur de la République de Chalon-sur-Saône, Damien Savarzeix, souligne cependant qu'il s'agit d'un assassinat dans un contexte de huis clos et qu'il n'y a pas de légitime défense dans ce dossier. Après avoir été défendue par Maître Dominique Mary, Valérie Bacot a pour avocates Maîtres Janine Bonaggiunta et Nathalie Tomasini, qui avaient défendu Jacqueline Sauvage et qui ont été sollicitées par des proches de Valérie Bacot,. L'avocate Janine Bonaggiunta considère que « l’histoire de Valérie est bien plus tragique [que celle de Jacqueline Sauvage] ».

## Jugement
Le 25 juin 2021, le ministère public requiert cinq ans de prison, dont quatre avec sursis, ce qui lui permettrait de sortir libre puisqu'elle a déjà passé un an en détention provisoire,.
Finalement, Valérie Bacot est condamnée à quatre ans de prison dont trois avec sursis. Elle ressort libre du tribunal,.